# Оборотний капітал
Оборо́тний капітал, оборотні кошти, оборотні фонди, зрідка обіго́вий капіта́л (англ. current capital) — частина виробничого капіталу, яка переносить свою вартість на знову створений продукт повністю і повертається до виробника в грошовій формі після кожного кругообігу капіталу.
Оборот (обіг) капіталу (capital turnover) — кругообіг капіталу, що безперервно повторюється і забезпечує повне повернення авансованих грошових коштів.
Оборотний капітал — це частина активів підприємства (поточні активи), яка включає:
- оборотні кошти (або оборотні засоби);
- короткострокові фінансові вкладення.

## Оборотні кошти
Оборотні кошти підприємства складаються з оборотних фондів.
Оборотні фонди — це частина засобів виробництва, яка повністю споживається в кожному технологічному циклі виготовлення продукції, змінює або втрачає свій первинний натуральний вигляд і повністю переносить свою вартість на вартість цієї продукції. Речовим змістом оборотних фондів є предмети праці, а також деякі засоби праці (які мають вартість менше встановленого нормативу або термін служби менше одного року).
Оборотні фонди поділяють на ряд груп:
- Виробничі запаси. До них належать запаси сировини, основних та допоміжних матеріалів, покупних напівфабрикатів, комплектуючих, палива й пального, тари, ремонтних деталей і вузлів, малоцінних інструментів, господарського інвентарю та інших предметів, а також аналогічних предметів, що швидко зношуються.
- Незавершене виробництво.
- Витрати майбутніх періодів — це грошові витрати, які зроблено в певний період, але які буде відшкодовано через витрати виробництва в наступні періоди. До них належать витрати на підготовку виробництва, освоєння випуску нових виробів, раціоналізацію та винахідництво, придбання науково-технічної та економічної інформації тощо.

Співвідношення оборотних фондів у розрізі окремих елементів і стадій функціонування характеризує виробничо-технологічну структуру оборотних фондів. Вона формується під впливом низки чинників (тип виробництва, особливості продукції та технології її виготовлення, умови забезпечення підприємства матеріальними ресурсами тощо) і змінюється в часі повільно, без різких коливань.
Структура оборотних фондів на підприємствах різних галузей має значні відмінності, зумовлені конкретними технологіями і формами організації виробництва, умовами забезпечення матеріальними ресурсами, цінами на них тощо. Так, найбільшу частку в загальному обсязі оборотних фондів становлять:
- виробничі запаси — на підприємствах легкої промисловості (85-90 %);
- незакінчене виробництво — на підприємствах машинобудування (30-40 %, у зв'язку з великою тривалістю виробничого циклу);
- витрати майбутніх періодів

Фонди обігу — це частина оборотних коштів підприємства, яка забезпечує безперервність виробничого процесу.
До них належать:
- готова продукція на складі підприємства;
- готова продукція, яка відвантажена і перебуває в дорозі;
- грошові кошти на розрахунковому та інших рахунках;
- грошові кошти у незакінчених рахунках;
- готівка в касі